# Monts Dragoon
Les monts Dragoon (Dragoon Mountains) sont un groupe de montagnes situé en Arizona aux États-Unis. Ils s'étendent sur environ 40 km de long selon un axe sud-sud-est. Des Apaches menés par Cochise y affrontèrent des soldats confédérés.

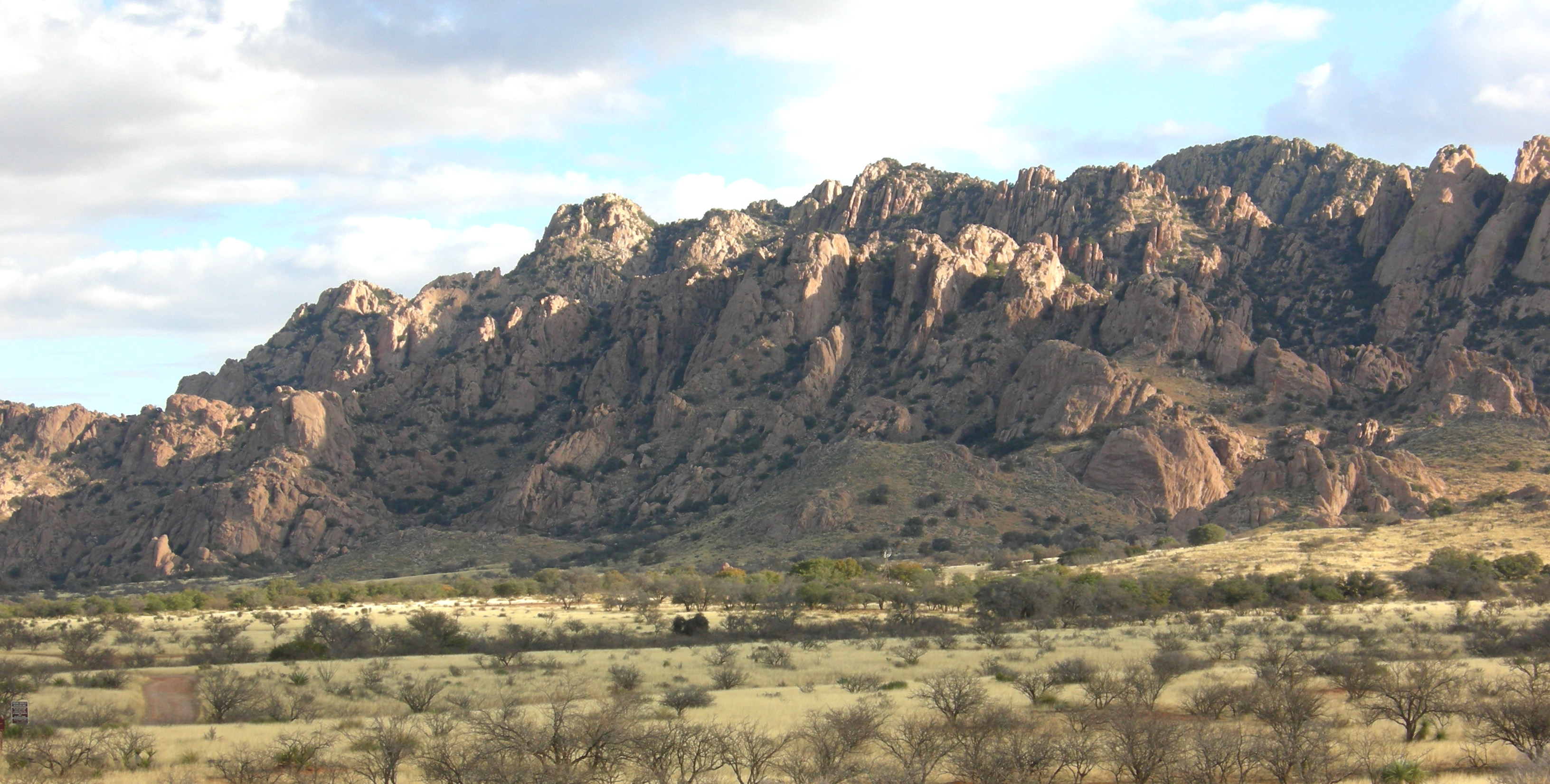
Vue des monts Dragoon en Arizona aux États-Unis depuis le sud.